# Təkdam
Təkdam è un comune dell'Azerbaigian situato nel distretto di Masallı.   